# Český svaz tanečního sportu
Český svaz tanečního sportu (ČSTS, anglicky: Czech Dance Sport Federation, CDSF) je občanské sdružení tanečníků a tanečních funkcionářů z České republiky. Jedná se o nepolitickou a neziskovou zájmovou společenskou organizaci respektive spolek ustavený ve smyslu platných právních norem, jehož předmětem činnosti je taneční sport prováděný jak na rekreační tak i na výkonnostní úrovni. Jeho sídlo je v Praze.

## Činnost svazu
Jeho činnost spadá do oblasti zájmové umělecké činnosti v oblasti společenského tance, tuto činnost dále rozvíjí a přetváří na speciální sportovní odvětví – taneční sport. Ve sportovní oblasti organizuje pravidelnou soutěžní činnost, provádí jeho metodickou, organizační i hospodářskou podporu, snaží se vytvářet vhodné prostředí pro masové provozování rekreačního tanečního sportu, usiluje o dosažení vyšší sportovní a umělecké úrovně nejlepších tanečních sportovců a i tanečních kolektivů. Jde zde o co nejširší zapojení zájemců o společenský tanec ze všech věkových vrstev, zejména malé lidi, děti a juniory tak, aby byla pro tento sport vytvořena co nejširší sportovní personální základna. Svaz se také snaží český taneční sport pozdvihnout na srovnatelnou úroveň v širším mezinárodním měřítku.
| Prezident            | Rostislav Filgas                                             |
| 1st viceprezident    | Filip Karásek                                                |
| 2nd viceprezident    | Martin Dvořák                                                |
| Členové výkonné rady | Radek Felcman, Tomáš Hudeček, Martin Odstrčil, Ondřej Sliška |